# حارة أمين فيصل (الشيخ عثمان)

تعديل مصدري - تعديل

حارة أمين فيصل هي إحدى حارات حي الوحدة الواقع بمديرية الشيخ عثمان التابعة لمحافظة عدن، بلغ تعداد سكانها 2187 نسمة حسب تعداد اليمن لعام 2004.